# حوادث عمل

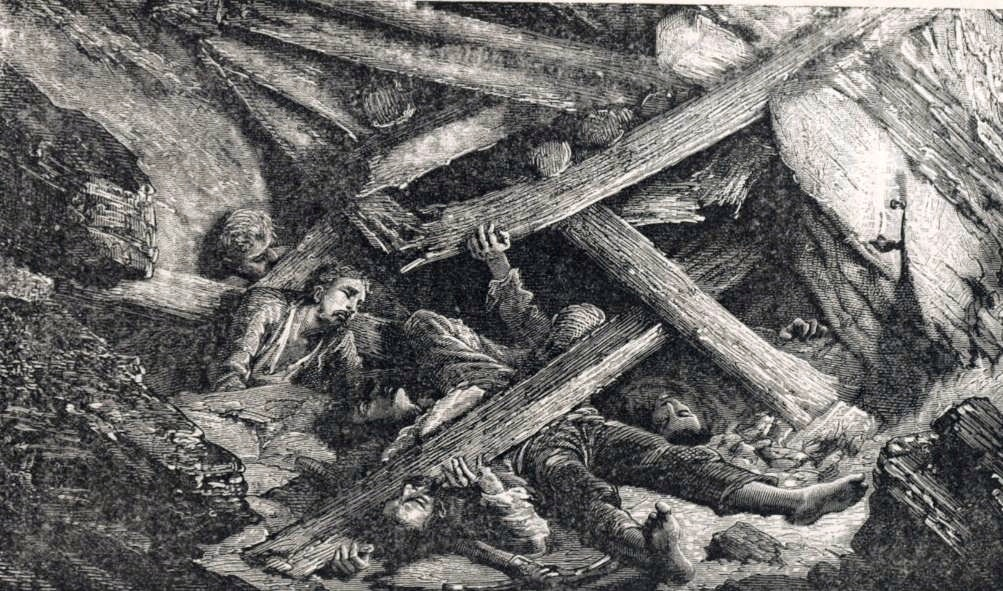
حادث انهيار المنجم: تسليط الضوء على مخاطر حوادث العمل في الصناعات

تُعرف حوادث العمل، أو الحوادث المهنية بأنها حوادث تحصل في مكان العمل، وتؤدي إلى إصابة مهنية جسدية أو عقلية. ووفقًا لمنظمة العمل الدولية، يقع أكثر من 337 مليون حادث عمل كل عام، ما يؤدي -إلى جانب الأمراض المهنية- إلى أكثر من  203 مليون حالة وفاة سنويًا.تشمل عبارة «في أثناء العمل» الحوادث التي تحدث خارج مباني الشركة في أثناء فترة العمل، ووفقًا لـ Eurostat، يمكن أن تشمل الحوادث التي تسببها أطراف ثالثة. ويشمل تعريف حادث العمل الحوادث التي تقع في أثناء ممارسة نشاط اقتصادي في العمل، أو القيام بأعمال صاحب العمل، وفقًا لمنظمة العمل الدولية.
تعني عبارة «الأذى الجسدي أو العقلي» أية إصابة أو مرض أو وفاة. وتختلف الحوادث المهنية عن الأمراض المهنية بأن الحوادث غير متوقعة الحدوث وغير مخطط لها (مثل انهيار منجم)، في حين أن الأمراض المهنية تحدث نتيجة التعرض لعوامل الخطر الناشئة عن نشاط العمل لفترة زمنية طويلة (مثلًا، إصابة رئة عامل المنجم).
تشمل الحوادث التي تقع ضمن تعريف الحوادث المهنية حالات التسمم الحاد، وهجمات البشر والحيوانات، والحشرات، والانزلاق والسقوط على الأرصفة أو السلالم، والتصادم المروري، والحوادث على متن وسائل النقل في أثناء العمل، والحوادث في المطارات والمحطات، وما إلى ذلك.
يوجد اختلاف في الآراء حول عد حوادث التنقل (أي حوادث الطريق إلى العمل وفي أثناء العودة إلى المنزل بعد العمل) من حوادث العمل. تستبعد منهجية ESAW هذه الفئة، ولكن تُدرجها منظمة العمل الدولية في اتفاقياتها المتعلقة بالصحة والسلامة في العمل، ولكن في فئة منفصلة عن بقية الحوادث، وبعض البلدان (مثلًا، اليونان) لا تميزها عن حوادث العمل الأخرى.
يُعرف الحادث المميت في العمل بأنه حادث يؤدي إلى وفاة الضحية. يختلف الوقت الذي قد تحدث فيه الوفاة بين البلدان: ففي هولندا، يُسجل بأنه حادث مميت إذا مات الضحية في اليوم نفسه الذي وقع فيه الحادث، بينما يُسجل في ألمانيا إذا حدثت الوفاة في غضون 30 يومًا، في حين أن بلجيكا وفرنسا واليونان لم تحدد المهلة.
يُشار إلى الحوادث بأنها كوارث صناعية عندما تتسبب بوفيات متعددة.

## الأنواع
تسبب العديد من الحوادث في مكان العمل آثار طفيفة نسبياً، التي يمكن أن تؤدي إلى جرح بسيط أو خدش فقط، بينما تسبب حوادث أخرى عواقب أكثر خطورة، وربما قاتلة.
مثلًا، هنالك بعض المهن التي يكون فيها الأفراد أكثر عرضةً للمخاطر المهنية من غيرهم، مثل مهنة البناء، التي كان لها أعلى معدل للإصابات القاتلة من بين جميع أقسام المهن الأخرى في 2011-2012. وخلال هذه الفترة، شكلت حوادث السقوط 51 بالمئة من إصابات البناء، التي أدت إلى الوفاة، ما يدل على أن عمال البناء هم أكثر عرضة للسقوط من المرتفعات من أولئك الذين يعملون في مواقع أقل خطورة مثل المكاتب.
تهدف هيئة الرقابة المستقلة -مدير الصحة والسلامة (HSE)- إلى تقليل عدد الوفيات والإصابات المرتبطة بالعمل داخل بريطانيا العظمى، وتُنشر إحصائيات توضح الأنواع المختلفة والأكثر شيوعًا لإصابات مكان العمل المُبلغ عنها من قبل بعض القطاعات.
مثلًا، أفادت HSE أنه بين عامي 2011 و2012  كانت الحوادث مثل السقوط من علو، والوقوع في مكان عميق، والاصطدام بمركبة أو جسم متحرك، هي أسباب غالبية الوفيات للعمال البريطانيين. 
وكان الانزلاق أو التعثر أو السقوط سببًا لأكثر من 50 بالمئة من الإصابات الخطيرة للموظفين. فضلًا عن أن غالبية الحوادث التي أدت إلى توقف الموظفين عن العمل لأكثر من ثلاثة أيام، أو أثرت في قدرتهم على أداء واجباتهم المعتادة خلال هذه الفترة، كانت ناتجة عن التعامل مع هذه الحوادث.
على الرغم من أن بعض حوادث العمل يمكن أن يكون لها آثار طفيفة، فإن إحصائيات الصحة والسلامة والبيئة كشفت عن ضياع أكثر من 27 مليون يوم عمل بين عامي 2011 و2012 بسبب مرض مهني أو إصابة شخصية، ما يثبت أن هذه الحوادث يمكن أن يكون لها تداعيات خطيرة.
توجد مواقع على الإنترنت توفر معلومات حول كيفية التعامل مع إصابة في العمل.
حوادث العمل هي الإصابات التي تحدث للموظفين في مكان عمل ما، وهي تعود لثلاثة عوامل:
1. سوء الطالع.[10][11][12]
2. عدم اتخاذ إجراءات الأمان والسلامة في ظروف العمل وعدم اتخاذها حول الآلات. وظروف العمل التي لا تأخذ الأمان والسلامة في عين الاعتبار قد تكون إحدى الآتية:
  1. العتاد والآلات التي لا توفر أمّانات وحمايات.
  2. العتاد والآلات المعطوبة والمعطوبة جزئيا.
  3. عدم توافر أسباب الأمان والسلامة في العمل أو حول أماكن تواجد العتاد والآلات.
  4. عدم توفر الإضاءة المناسبة.
  5. عدم توفر التهوية المناسبة.
  6. الأرهاق.
3. عدم اتخاذ العاملين الاحتياطات الواجبة عند العمل في بيئة العمل. ويجب اتخاذ الإجراءات التالية لحماية الموظفين :
  1. الاختيارات عند التوظيف والاختيارات الدورية، كفحوص النظر والشخصية.
  2. تدريب الموظفين على العمل للتأكد من فهمهم للمخاطر وكيفية تجنبها.
  3. التشجيع والدفع الإيجابي لإتخاذ إجراءات السلامة والأمان.
  4. التوعية العامّة.

أمّا العوامل الأخرى الإصابات التي لا تعود أسبابها ظروف العمل المذكورة أعلاه فقد تعود إلى ثلاثة أسباب:
1. العمل بحد ذاته وكونه خطيرا.
2. جدول الأعمال المكتظ والضغط.
3. الجو النفسي للعاملين، كالتوتر.
4. استهداف الحوادث لدى العامل.